# Великоднє яйце (віртуальне)
Про великодній атрибут див. Великоднє яйце

«Закладка» в Mozilla Firefox, де використано популярний інтернет-мем.

Велико́днє або пасха́льне яйце́ або пасхáлка (англ. Easter egg) — прихований секрет у сучасному медійному (фільм, серіал, інше відео) або програмному продукті (ПЗ, відеоігри, сайти тощо), який слугує своєрідною винагородою для уважних користувачів. Він не є важливим чи обов'язковим для цих продуктів і використовується лише задля жарту.
Kyiv Dictionary пропонує також варіанти перекладу терміна писанка, за́кладка чи яйце́-райце́, а велико́дка — вважає недопустимим.
Зазвичай великодні яйця є зовсім відмінні від змісту продукту, виглядають безглуздо. Щоб «отримати» таке яйце, потрібно зробити щось нестандартне, нетривіальне в контексті гри або задіяти непередбачувану комбінацію клавіш у ПЗ.
Найчастіше для отримання великоднього яйця потрібно здійснити складну чи нестандартну послідовність дій, що виключає можливість виявити його випадковим чином. Назва походить від популярного в США та колишніх Британських колоніях сімейного заходу «пошук великодніх яєць» (англ. egg hunt), яке влаштовувалось напередодні Великодня. Тут учасники мали за допомогою підказок знайти якомога більше захованих яєць у визначеній місцевості. Нині закладки трапляються в найрізноманітніших програмних продуктах, у прошивках телефонів і навіть у вбудованих системах.

## Історія
Перше «великоднє яйце» («фішка», яку заховав розробник у коді програми) належить комп'ютерній грі Adventure. Гру випускала 1978 року компанія Atari та через те, що в той час в Atari було прийнято не залишати в програмах імен авторів, програміст Воррен Робінетт вирішив заховати всередині гри згадку про себе. Щоб потрапити в кімнату з ім'ям розробника, потрібно було відшукати невидиму крапку в одній із частин лабіринту та перенести її в інший кінець рівня. Першим, хто це зробив, став молодий хлопчина із Солт-Лейк-Сіті. Оскільки багато з розробників Amiga раніше працювали в компанії Atari, це явище проникло в AmigaOS, а потім і в інші ОС.
Не так давно була знайдена більш рання великодка в грі «Starship 1». Вона вийшла в 1977 році. Опція була додана розробником Роном Мілнером і виводила повідомлення «Hi Ron!» (з англ. - «Привіт, Рон!»), а також давала доступ до 10 додаткових ігор.
Сьогодні «великодні яйця» в програмному забезпеченні дуже поширені, й трапляються не лише в іграх і операційних системах, але й у вбудованих додатках, прошивках стільникових телефонів та побутової техніки, DVD з фільмами. Наприклад, щоб пограти на Apple iPod у гру Breakout, потрібно зайти з головного меню в директорію «About» і затиснути на декілька секунд центральну кнопку. Секрети можна знайти в програмних продуктах від компаній Adobe, Microsoft, Corel, ABBYY, WinRAR, Winamp, uTorrent та багатьох інших.